# Mary Slessor
Mary Slessor (Aberdeen, 2 december 1848 – Use Ikot Oku, Kolonie en Protectoraat Nigeria, 13 januari 1915) was een Britse zendelinge. In 1876 vertrok ze naar het huidige Nigeria waar ze Efik (een van de vele lokale talen) leerde, en begon toen met lesgeven. Doordat ze de taal sprak en haar gedurfde persoonlijkheid won Slessor het vertrouwen en de acceptatie van de lokale bevolking en was ze in staat het christendom te verspreiden terwijl ze de rechten van vrouwen promootte en inheemse kinderen beschermde. Ze is het meest bekend omdat ze een einde heeft gemaakt aan de gangbare praktijk van kindermoord op tweelingen in Okoyong, een gebied van in de huidige Nigeriaanse staat Cross River.

## Jonge jaren
Mary Slessor werd geboren op 2 december 1848 in het Schotse Aberdeen, in een arm arbeidersgezin. Ze was de tweede van de zeven kinderen van Robert en Mary Slessor. Haar vader was schoenmaker van beroep. In 1859 verhuisde het gezin naar Dundee op zoek naar werk. De Slessors woonden in de sloppenwijken van Dundee. Mary's vader en beide broers stierven aan een longontsteking en lieten alleen Mary, haar moeder en twee zussen achter. 
Mary Slessor ontwikkelde een interesse in religie en voelde een verlangen om zendelinge te worden. Ze was 27 toen ze hoorde dat David Livingstone, de beroemde missionaris en ontdekkingsreiziger was overleden en besloot dat ze in zijn voetsporen wilde treden.

## Zendingswerk
Uiteindelijk solliciteerde Slessor bij de Foreign Mission Board van de United Presbyterian Church. Na haar training in Edinburgh vertrok ze op 5 augustus 1876 met het SS Ethiopia en arriveerde iets meer dan een maand later op haar bestemming in West-Afrika.
Slessor (op dat moment 28 jaar oud) werd toegewezen aan de regio Calabar in het land van het Efik-volk. Ze woonde drie jaar op het zendingsterrein en werkte eerst in de missies in Old Town en Creek Town. Ze wilde dieper in Calabar gaan, maar ze liep malaria op en werd gedwongen terug te keren naar Schotland om te herstellen. Ze verliet Calabar in 1879. Na 16 maanden in Schotland keerde Slessor terug. Haar nieuwe toewijzing was drie mijl verder in Calabar. Omdat Slessor een groot deel van haar salaris besteedde aan het onderhoud van haar moeder en zussen in Schotland, bespaarde ze door te leren het inheemse voedsel te eten.

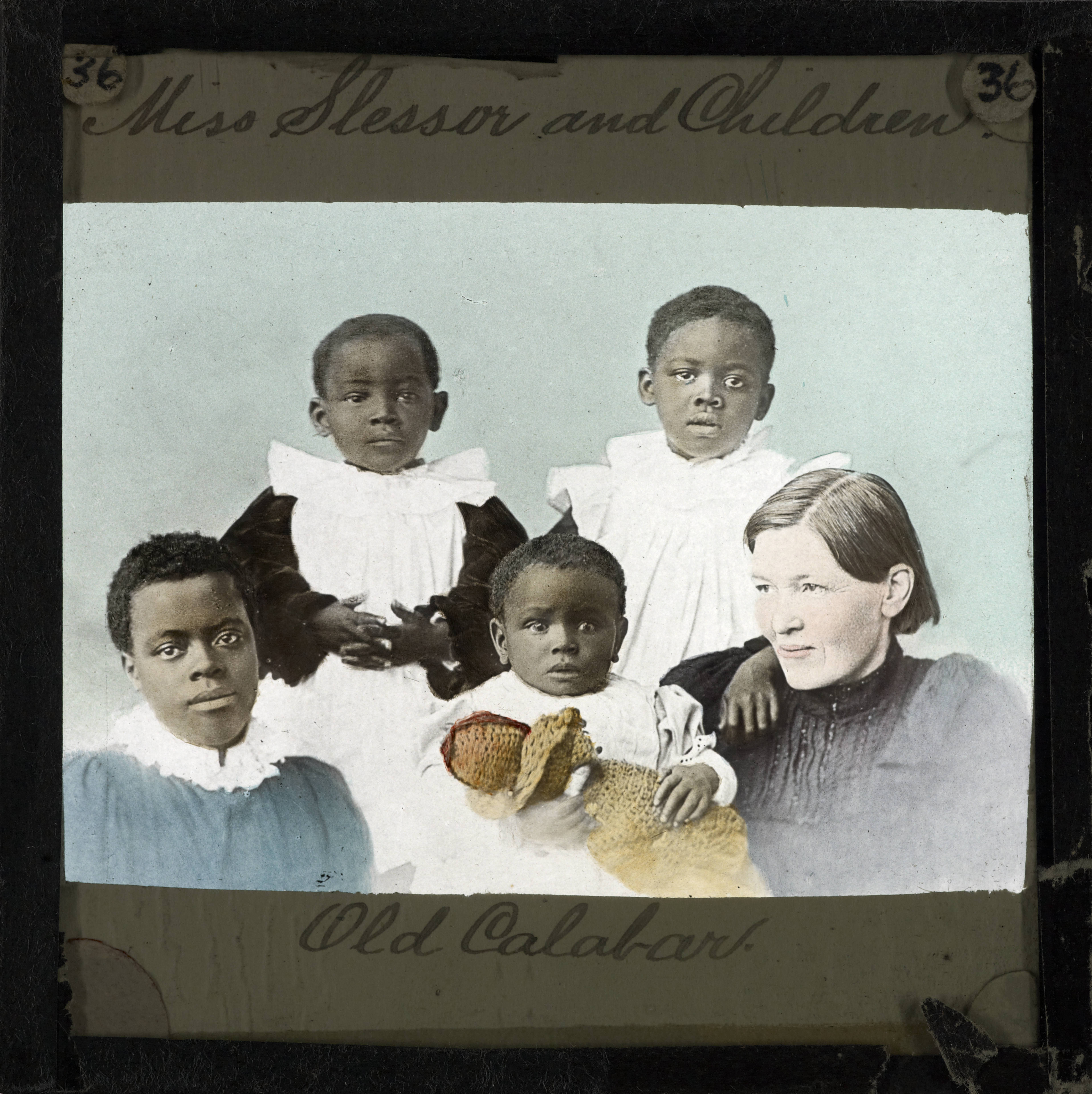
Mary Slessor is afgebeeld met de geadopteerde kinderen Jean, Alice, Maggie en May, op een foto gemaakt in Schotland

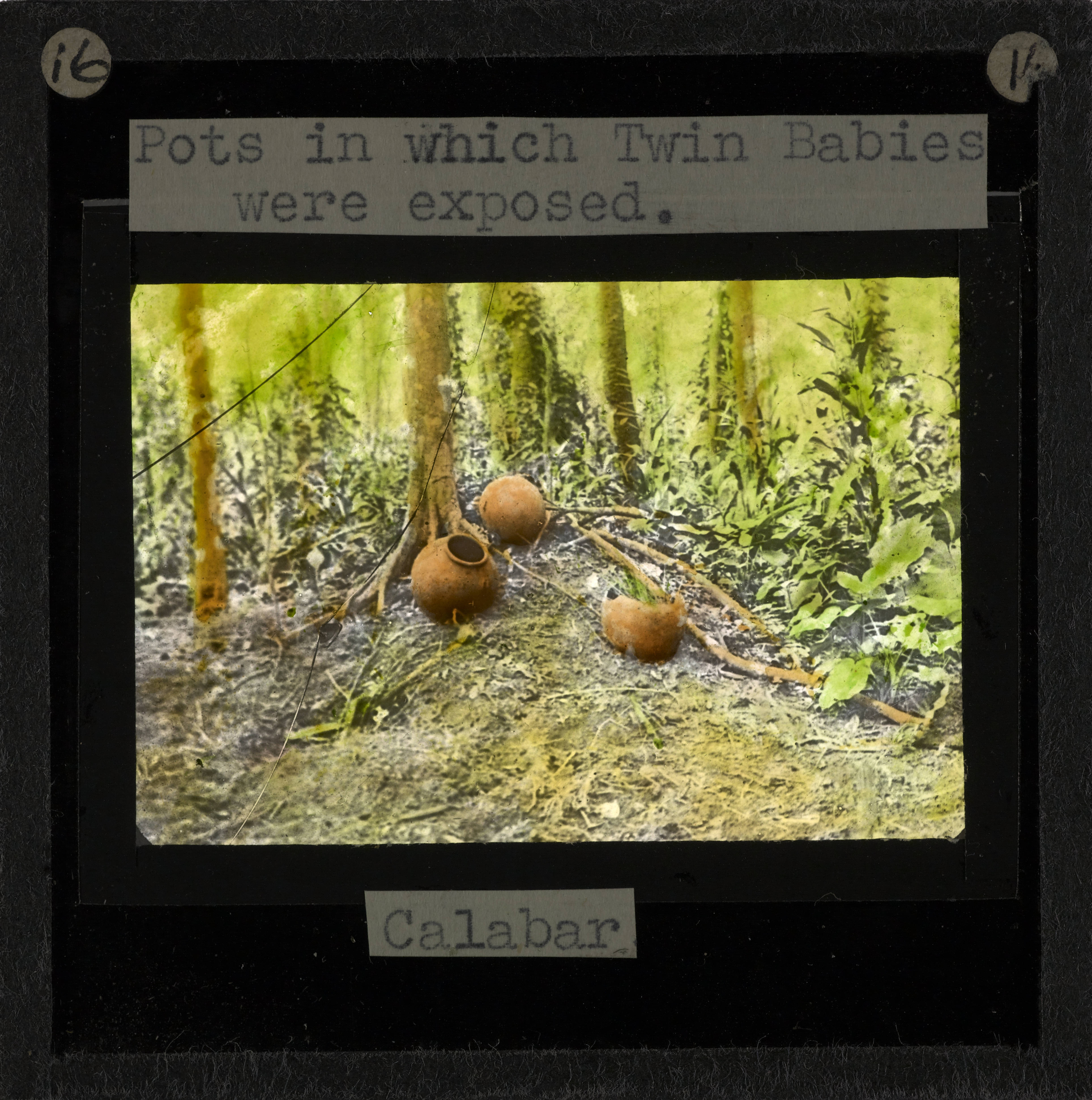
Potten waarin tweelingbaby's werden gelegd om te sterven (circa 1880)

Kwesties waarmee Slessor als jonge zendelinge te maken kreeg, waren onder meer het gebrek aan onderwijs, evenals wijdverbreide mensenoffers bij de dood van een dorpsoudste, van wie werd aangenomen dat hij dienaren en bedienden nodig had om hem naar de volgende wereld te vergezellen. 
Twee afgevaardigden die demissie gingen inspecteren in 1881–1882 waren erg onder de indruk van haar. Ze zeiden: ... ze geniet van de onvoorwaardelijke vriendschap en het vertrouwen van de mensen, en heeft veel invloed op hen. Dit schreven ze gedeeltelijk toe aan het bijzondere gemak waarmee Slessor de taal sprak. 
Na drie jaar keerde Slessor terug naar Schotland voor weer een gezondheidsverlof. Gedurende de volgende drie jaar zorgde Slessor voor haar moeder en zus (die ook ziek waren geworden), en sprak in veel kerken en deelde verhalen uit het Calabar-gebied.
Toen dit eenmaal voorbij was, keerde Slessor terug naar Calabar. Ze redde honderden tweelingen uit het oerwoud, waar ze waren achtergelaten om te verhongeren of om door dieren te worden opgegeten. Ze hielp de zieken te genezen en stopte met het vaststellen van schuld door de verdachten gif te laten drinken. Als missionaris ging ze naar andere stammen om het christendom te verspreiden.
Tijdens deze derde missie naar Calabar ontving Slessor het nieuws dat haar moeder en zus waren overleden. Ze werd overmand door eenzaamheid en schreef: Er is niemand om te schrijven en mijn verhalen en onzin te vertellen. De hemel is nu dichter bij mij dan Groot-Brittannië, en niemand zal zich zorgen maken over mij als ik naar dat land ga. Slessor was een drijvende kracht achter de oprichting van het Hope Waddell Training Institute in Calabar, dat praktische beroepsopleiding aan Efiks gaf. 
In augustus 1888 reisde Slessor noordwaarts naar Okoyong, een gebied waar eerder zendelingen waren vermoord. Ze dacht dat het feit dat ze een vrouw was, minder bedreigend zou zijn voor onbereikte stammen. Slessor woonde 15 jaar bij de Okoyong en leefde een eenvoudig leven in een traditioneel huis. Haar daden werden echter bekend in Groot-Brittannië en ze werd beroemd als de witte koningin van Okoyong. Slessor bleef zich concentreren op evangelisatie, het oplossen van geschillen, het aanmoedigen van handel, het bewerkstelligen van sociale veranderingen en het introduceren van onderwijs.
De inheemse stammen hadden de overtuiging dat de geboorte van een tweeling als een bijzonder slechte vloek werd beschouwd. Inheemsen vreesden dat de vader van een van de kinderen een 'duivelskind' was en dat de moeder zich schuldig had gemaakt aan een grote zonde. Niet in staat om te bepalen welke tweeling werd verwekt door de boze geest, lieten de inboorlingen beide baby's vaak in kleipotten achter om te sterven. Slessor adopteerde elk kind dat ze verlaten vond en stuurde zendelingen erop uit om tweelingen te vinden, te beschermen en voor hen te zorgen in het Mission House. 
In 1892 werd Slessor vice-consul in Okoyong, waar ze de inheemse rechtbank voorzat.

## Overlijden
Gedurende de laatste vier decennia van haar leven leed Slessor af en toe aan koorts door de malaria die ze opliep tijdens haar eerste bezoek aan Calabar. Ze gaf nooit haar zendingswerk op om definitief naar Schotland terug te keren. De koorts verzwakte Slessor uiteindelijk tot het punt dat ze geen lange afstanden meer kon lopen, maar moest worden voortgeduwd in een handkar. Begin januari 1915 leed ze op haar afgelegen station nabij Use Ikot Oku aan bijzonder hevige koorts. Slessor stierf op 13 januari 1915. 
Haar lichaam werd over de Cross River naar Duke Town vervoerd. Een Union Jack bedekte haar kist. Onder de aanwezigen waren hoge Britse functionarissen in volledig uniform. Vlaggen bij overheidsgebouwen werden halfstok gehesen. De gouverneur-generaal van Nigeria, Sir Frederick Lugard  telegrafeerde vanuit Lagos een lofrede naar Londen.

## Nalatenschap
Het werk van Slessor in Okoyong leverde haar bij de plaatselijke bevolking de bijnaam Obongawan Okoyong (koningin van Okoyong) op. Deze naam wordt nog steeds vaak gebruikt om naar haar te verwijzen in Calabar.
Verschillende gedenktekens in en rond de Efik-provincies Calabar en Okoyong getuigen van de waarde die aan haar werk wordt gehecht. Enkele hiervan zijn:
- Een middelbare school genoemd ter ere van Slessor in Arochukwu
- Mary Slessor Road in Calabar
- Mary Slessor Church in Calabar
- Standbeelden van haar (meestal met een tweeling) op verschillende locaties in Calabar
- Een vrouwelijk hostel aan de Universiteit van Nigeria Nsukka heet Mary Slessor Hall ter ere van haar.

In Schotland staat een standbeeld van Slessor in Stirling. In Aberdeen staat een gedenkteken in de Union Terrace Gardens van de stad en in Dundee wordt ter ere van haar een nieuw park in het stadscentrum 'Slessor Gardens' genoemd.
Slessor werd door Clydesdale Bank op een bankbiljet van 1997 geëerd voor de World Heritage Series en Famous Scots Series. Ze stond op de achterkant van het £ 10-biljet van de bank. Het biljet bevat ook een kaart van Calabar, een lithografisch vignet met haar werk met kinderen en een embleem van een zeilschip. 
100 jaar na haar overlijden is op 13 januari 2015 een asteroïde naar haar vernoemd. (Asteroïde 4793 Slessor 1988 RR4).

## Documentaires
- Edna Healey: One More River, the Life of Mary Slessor in Nigeria (1984)